# جسوران راک-ساکیی
جسوران راک-ساکیی (انگلیسی: Jesurun Rak-Sakyi؛ زادهٔ ۵ اکتبر ۲۰۰۲) بازیکن فوتبال است.
وی همچنین در تیم ملی فوتبال زیر ۲۰ سال انگلستان بازی کرده‌است.

## دوران باشگاهی
راک ساکی در ابتدا عضوی از سیستم جوانان باشگاه فوتبال چلسی بود، سپس در سال ۲۰۱۹ به کریستال پالاس پیوست. اولین حضور او در تیم اصلی کریستال پالاس به عنوان یک تعویض بدون استفاده در برابر باشگاه قبلی خود، در ۱۰ آوریل ۲۰۲۱ بود. او دو روز بعد با باشگاه کریستال پالاس، اولین قرارداد حرفه‌ای خود را بست.
او اولین بازی خود را به عنوان بازیکن تعویضی در شکست ۳–۰ مقابل باشگاه سابق چلسی در ۱۴ اوت ۲۰۲۱ در لیگ برتر فوتبال انگلیس انجام داد.

## دوران ملی
او در سپتامبر ۲۰۲۱ دعوت به تیم زیر ۲۰ سال انگلیس را پذیرفت تا جایگزین آنتونی گوردون مصدوم شود. در ۶ سپتامبر ۲۰۲۱، او اولین بازی خود را برای تیم زیر ۲۰ سال در جریان پیروزی ۶–۱ مقابل تیم زیر ۲۰ سال رومانی در سنت جورج پارک انجام داد.

## زندگی شخصی
راک ساکیی از طریق والدین خود واجد شرایط بازی برای غنا است.